# Benvenuto di Giovanni
Benvenuto di Giovanni, também conhecido como Benvenuto di Giovanni di Meo del Guasta (c. 1436 - 1509/1518) foi um pintor e artista italiano.
Benvenuto nasceu em Siena, morou e trabalhou lá durante toda sua vida. Por 43 anos produziu numerosos painéis, afrescos e manuscritos. Casou em 1466 com Jacopa di Tommaso da Cetona e teve sete filhos. Apesar de toda sua produtividade, não enriqueceu com a arte. Ele e sua esposa compraram um vinhedo e lá ambos trabalharam. Envolveu-se com a política local e serviu dois anos no serviço público. Continuou com a arte no século XVI, frequentemente colaborando com seu filho, Girolamo di Benvenuto, que também era pintor.